# Fest Vainqueur
 (novembre 2012).
Si vous disposez d'ouvrages ou d'articles de référence ou si vous connaissez des sites web de qualité traitant du thème abordé ici, merci de compléter l'article en donnant les références utiles à sa vérifiabilité et en les liant à la section « Notes et références ».
Fest Vainqueur (フェスト ヴァンクール) anciennement Sincrea (シンクレア) est un groupe de visual kei Japonais.

## Histoire
Formé le 25 juin 2005, le groupe met du temps à démarrer. Leur premier album, HELIANTHUS sort le 19 décembre 2007. Ils enchainent en participant au CD Stock Edge 2008. ATLAS sort le 17 décembre 2008. En 2009, le 16 décembre PANDORA est le troisième album de Sincréa qui décide alors de faire une pause. Après de nombreux désaccords, le groupe annonce qu'il reforme un nouveau groupe : octobre 2010, le groupe se renomme FEST VAINQUEUR. Ils sortent leur premier mini album éponyme le 23 mars 2011. En effet le groupe change de registre avec des sons plus métalliques.

## Formation

### Membres actuels
- Hal – Chant
- Hiro – Basse
- Gaku -
- I'll - Guitare
- Kazi – Batterie

### Anciens membres
- Tomo – Guitare

## Discographie

### Albums
Sincrea
- 2007 - HELIANTHUS (EP)
- 2008 - ATLAS
- 2009 - PANDORA

Fest Vainqueur
- 2011 - FEST VAINQUEUR (EP)
- 2012 - Generation [Type A/B]

### Singles
Sincrea
- 28-05-2008 - Hikari (光)
- 01-04-2009 - Sakura Mai Chiru Kisetsu ni Kimi ga Yume Mita Koto (桜舞い散る季節に君が夢見たこと)
- 26-08-2009 - Garasu no Namida (ガラスノナミダ)
- 11-11-2009 - Xmas Day

Fest vainqueur
- 11-05-2011 - BLAZE
- 07-09-2011 - Hazan (覇斬)
- 07-03-2012 - Ai No Kusari (愛の鎖)